# استانیسلاف استپاشکین
استانیسلاف استپاشکین (روسی: Станислав Иванович Степашкин؛ ۱ سپتامبر ۱۹۴۰ – ۴ سپتامبر ۲۰۱۳) بوکسور اهل اتحاد جماهیر شوروی سوسیالیستی بود.